# 英国王位继承
英国和其他英聯邦王國君主继承由英国和其他英联邦王国共同的王位继承规则确定，由数部原为英国立法的法律构成，现在也成为其他英联邦王国法律的一部分。按照现代的英联邦王国宪政惯例，王位继承规则须由所有王国共同商定并分别立法才可更改。
根据2011年各王国商定的新修正案，在各王国完成立法程序后王位继承的基本原则将从男性优先長子繼承制改为長子女繼承制；即從威廉王子的後代開始，無論是兒子或女兒都严格按照长幼繼承王位成為繼承人，這使得威廉王子家族的機會更大一些，哈利王子家的男丁繼承資格也會往後延。而新法的推動則是為了性別平等，男性子嗣不再在继承王位上相较女性成员享有优先特权，而是男女皆有平等機會。除此基本原则之外，王位继承规则还包括《1701年嗣位法令》所订定的规则：即王位应该传给汉诺威选侯夫人索菲娅的有血缘关系的后代，而且继承者不得是天主教徒。一些人认为该规定与英国其他法律中禁止宗教歧视的条款有冲突。不过实际上，绝大多数有资格继承王位的人都是基督教新教徒，而且在公开场合都大多宣称自己是圣公会成员，因此暫時沒有產生問題。此法令还规定继承人也不得嫁娶天主教徒，但此规定也将在最近一次修正完成后被取消。此外该法令还规定，王位继承是由议会通过立法来决定，君主本人无权左右王位继承顺序。
2011年10月28日，在澳大利亚珀斯举行的英联邦政府首脑会议上，与会英聯邦王國首脑同意更改《1701年嗣位法令》，王室成员无论男女都将能拥有同等继承权，不过这只会对查爾斯三世的后代产生影响，并不改变已有的王位继承顺序，而2018年威廉王子與夫人誕下第三個孩子路易王子，其排名位於其姊夏洛特公主之後，則是這個修改首次實際反映到前列的繼承順序中。同时王室成員不得与天主教徒结婚的禁令也被废除，但君主本人还必须是新教徒。以上修订得到各英联邦王国按照本国宪政要求立法或确认後，《2013年皇位繼承法令》於2015年正式生效。

## 继承顺序
由于欧洲各国王室通婚，很多欧洲国家的君主和王室成员也有权继承英国王位，而且超過數千人都有資格繼承王位。挪威国王哈拉尔五世、瑞典国王卡尔十六世·古斯塔夫和丹麦國王腓特烈十世等維多利亞女皇后代皆可順序繼承王位。这里按照汉诺威选侯夫人索菲娅后代中的有后裔者列出当前君主及其四位前任君主，和他们有资格继承王位的「近親」：

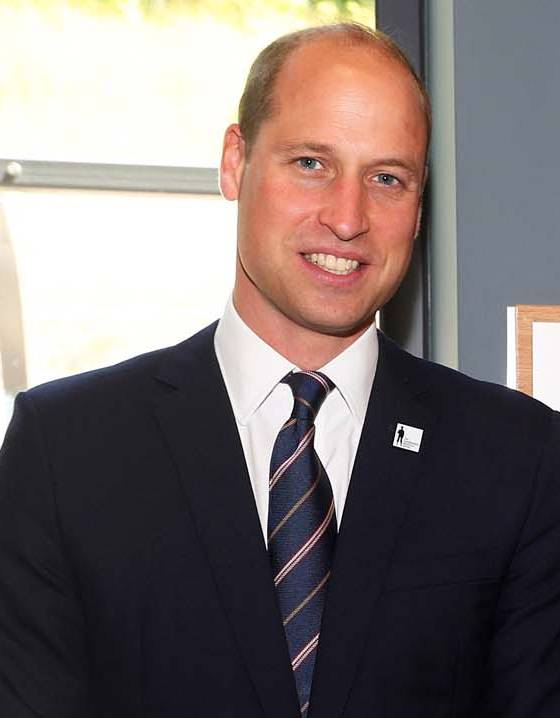
威廉王子，第一顺位继承人

- 乔治五世（1865年—1936年）
  -  爱德华八世（1894年—1972年）
  -  乔治六世（1895年—1952年）
    -  伊麗莎白二世（1926年—2022年）
      -  查爾斯三世（1948年生）
        - (1) 威尔士亲王（威廉王子；1982年生）B D W
          - (2) 威尔士的乔治王子（2013年生）B D W
          - (3) 威尔士的夏洛特公主（2015年生）B D W
          - (4) 威尔士的路易王子（2018年生）B D

        - (5) 薩塞克斯公爵哈里王子（1984年生）B D W
          - (6) 薩塞克斯的亞契王子（2019年生）B D
          - (7) 薩塞克斯的莉莉白公主（2021年生）B

      - (8) 約克公爵安德魯王子（1960年生）B D W
        - (9) 碧翠絲公主（1988年生）B D W
          - (10) 施安娜·馬佩利·莫茨（2021年生）B D
          - (11) 雅典娜·馬佩利·莫茨（2025年生）B D

        - (12) 尤金妮公主（1990年生）B D W
          - (13) 奧古斯特·布魯斯班克（2021年生）B D
          - (14) 歐內斯特·布魯斯班克（2023年生）B

      - (15) 爱丁堡公爵爱德华王子（1964年生）B D W
        - (16) 威塞克斯伯爵詹姆斯（2007年生）B D W
        - (17) 路易絲·蒙巴頓-温莎女勳爵（2003年生）B D W

      - (18) 長公主安妮（1950年生）B D W
        - (19) 彼得·菲利浦斯（1977年生）B D W
          - (20) 薩凡娜·菲利浦斯（2010年生）B D W
          - (21) 艾拉·菲利浦斯 （2012年生）B D W

        - (22) 扎拉·廷德爾（婚前姓菲利普斯；1981年生）B D W
          - (23) 米婭·廷德爾 （2014年生）B D W
          - (24) 莉娜·廷德爾 （2018年生）B
          - (25) 魯卡斯·廷德爾 （2021年生）B

    -  斯诺登伯爵夫人玛格丽特公主（1930年—2002年）1952
      - (26) 第二代斯諾登伯爵大衛·阿姆斯特朗-瓊斯（1961年生）D W
        - (27) 查尔斯·阿姆斯特朗-琼斯（1999年生）D W
        - (28) 玛格丽塔·阿姆斯特朗-琼斯（2002年生）D W

      - (29) 薩拉·查托女勳爵（1964年生）D W
        - (30) 塞缪尔·查托 （1996年生）D W
        - (31) 阿瑟·查托 （1999年生）D W

  - 格洛斯特公爵亨利王子（1900年—1974年）1952
    - 威廉王子（1941年—1972年）D W
    - (32) 格洛斯特公爵理查德王子（1944年生）D W
      - (33) 阿尔斯特伯爵亚历山大·温莎（1974年）D W
        - (34) 卡洛登勋爵桑·温莎（2007年生）D W
        - (35) 柯西玛·温莎女勳爵（2010年生）D W

      - (36) 达维娜·刘易斯女勳爵（1977年生）D W
        -  (37) 塞娜·刘易斯 （2010年生）D W[註 1]
        - (38) 坦·刘易斯（2012年生）W[註 1]

      - (39) 露丝·吉尔曼女勳爵（1980年生）D W
        - (40) 莱拉·吉尔曼 （2010年生）D W[註 1]
        - (41) 卢夫斯·吉尔曼 （2012年生）W[註 1]

  - 肯特公爵乔治王子（1902年—1942年）
    - (42) 肯特公爵爱德华王子（1935年生）D W
      - (43) 聖安德魯斯伯爵喬治·溫莎（1962年生）MC / D W
        - 唐帕特里克男爵愛德華·溫莎（1988年生） XC D W
        - 瑪麗娜·溫莎女勳爵（1992年生） XC W
        - (44) 亞美莉亞·溫莎女勳爵（1995年生）D W

      - 尼古拉斯·温莎勋爵（1970年生） XC D W
        - (45) 阿尔伯特·温莎 （2007年生）D W[註 2]
        - (46) 利奥波德·温莎 （2009年生）D W
        - (47) 路易斯·温莎（2014年生）D W

      - (48) 海伦·泰勒女勳爵（1964年生）D W[註 3]
        - (49) 哥伦布·泰勒 （1994年生）D W
        - (50) 卡修斯·泰勒 （1996年生）D W
        - (51) 埃洛伊斯·泰勒 （2003年生）D W
        - (52) 艾斯黛拉·泰勒 （2004年生）D W

    - (53) 肯特的迈克尔王子（1942年生）MC / W
      - (54) 弗雷德里克·溫莎勳爵（1979年生）W
        - (55) 莫德·溫莎 (2013年生) W
        - (56) 伊莎貝拉·溫莎 (2016年生) W

      - (57) 加布里埃拉·金斯敦女勳爵（1981年生）W

    - (58) 奥格威爵士夫人亚历山德拉公主（1936年生）W
      - (59) 詹姆斯·奥格威（1964年生）W
        - (60) 亚历山大·奥格威 （1996年生）W
        - (61) 芙罗拉·奥格威 （1994年生）W

      - (62) 玛琳娜·奥格威 （1966年生）W
        - (63) 克里斯蒂安·莫瓦特（1993年生）W
        - (64) 泽努斯卡·莫瓦特（1990年生）W

注释及来源：
^XC  因身为罗马天主教徒而被排除。不受《2013年皇位繼承法令》影响。
MC 因与罗马天主教徒通婚而被排除。《2013年皇位繼承法令》生效后，他们将重新回到继承顺位中。
OT 因喪失皇室成員身分成為平民而被排除。
^B  英国皇室官方记录："Succession" （页面存档备份，存于）
D Debrett's官网记录（至2021年2月23日）："The Line of Succession to the British Throne"
W 记录于Whitaker's Almanack 2015, London: Bloomsbury, ISBN 978-1-4729-0929-9, p. 22
D88 Debretts（1988年）记录.
^1952  女王伊丽莎白二世1952年即位时的继承顺位